# Выборгский железнодорожный вокзал (1913)
Выборгский железнодорожный вокзал — построенный в 1913 году на Выборгской железнодорожной станции комплекс из трёх зданий в пункте пассажирских перевозок путей сообщения, предназначенный для обслуживания пассажиров и обработки их багажа. К настоящему времени сохранилась только часть одного из корпусов, занимаемая багажным отделением.

## История
Выборг стал железнодорожной станцией в связи со строительством в 1867—1870 годах Финляндской железной дороги. Первое здание выборгского вокзала, деревянное, было построено в 1869 году, к открытию железнодорожной линии Санкт-Петербург — Гельсингфорс. Оно располагалось севернее современного, у железнодорожного моста на Папулу. 
С развитием железнодорожной сети (в частности, со строительством железной дороги из Выборга в Йоэнсуу) и ростом грузооборота Выборгского порта, к которому по набережной была подведена железнодорожная ветка, город превратился в крупный транспортный узел, для которого требовался соответствующий железнодорожный терминал. В 1901 году был объявлен архитектурный конкурс на проект нового здания вокзала. Победил в 1905 году проект архитектора Элиэля Сааринена, который совместно с зодчим Германом Гезелиусом на месте снесённой гостиницы «Европа» построил в 1910—1913 годах внушительное гранитное здание в стиле национального романтизма, замкнувшее перспективу первого выборгского проспекта, связывающего Северную гавань, вблизи от которой расположился железнодорожный узел, и Южную гавань — главные морские ворота Выборга.

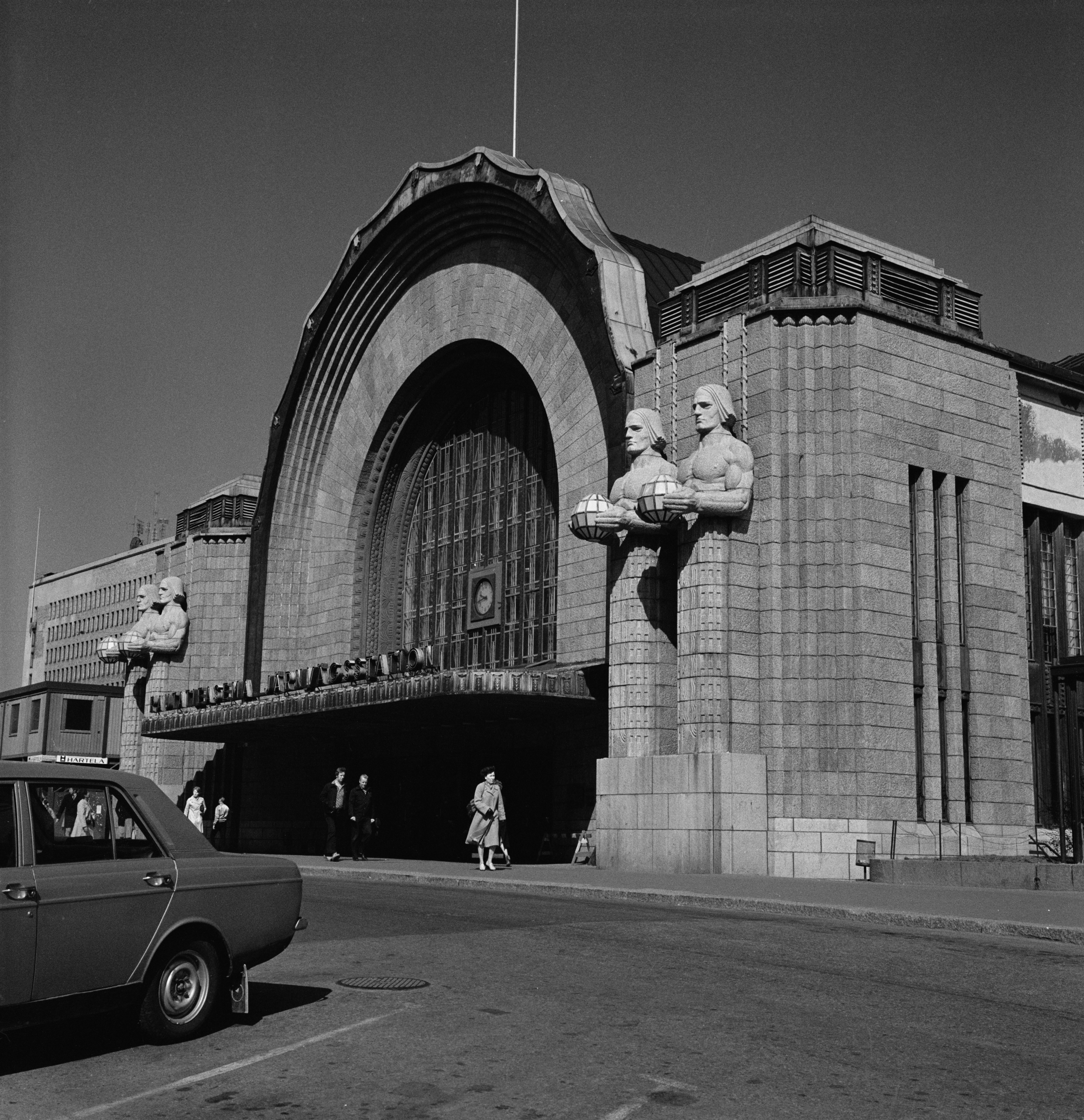
Хельсинкский железнодорожный вокзал в 1980 году

В ходе разработки чертежей Германом Гезелиусом были внесены многочисленные изменения в первоначальный вариант архитектурного проекта. Например, не была возведена часовая башня. Силуэт и оформление здания с двадцатиметровой полуциркульной арочной секцией и огромным витражом с часами в центре при умелом использовании синтеза искусств имели много общего с Хельсинкским вокзалом, возведённым теми же архитекторами. Для выборгского вокзала Сааринен точно так же спроектировал крупный, спокойно прорисованный портал, выделяющий главный вход в здание, и асимметрично поставленную часовую башню, добавлявшую к сооружению элемент динамики. Красный гранит, которым были облицованы стены, придавал зданию суровый северный оттенок. Кроме того, сходство двух вокзалов прослеживалось в благородной сдержанности и скрытой динамике лаконичных форм. Но если портал вокзала в Хельсинки фланкирован парными пилонами с изображениями исполинов со светильниками работы Эмиля Викстрёма, то на фасаде выборгского вокзала скульптором Евой Гюльден со стороны Вокзальной площади по обе стороны от входа были размещены изваяния двух женщин с венками, у ног которых располагались две пары медведей, поднятые пилонами на уровень второго этажа. 
Вокзальный комплекс состоял из трёх корпусов. Два из них, соединённые невысокой, прорезанной тремя арками стеной, были обращены фасадами к площади. От третьего здания, пассажирского (с кафе, рестораном и двумя залами ожидания), их отделяли три рельсовых пути. Попасть в него можно было через тоннели: два предназначались для пассажиров, а третий — для багажа. В западном зале ожидания размещались пассажиры, путешествующих первым и вторым классом, а в восточном зале — пассажиры, путешествующие третьим классом. По обеим сторонам залов ожидания находились крытые перроны, на которые прибывали поезда дальнего следования.
Выборгский вокзал, ставший для своего времени самым значительным сооружением в городе, полностью отвечал всем современным технологиям: в частности, здание было оборудовано системой кондиционирования воздуха. Один только первый этаж административного корпуса имел 185 различных по профилю помещений. Для доставки багажа из тоннеля на перрон использовался электрический подъёмник.
Исследователи включали терминал в число памятников мирового зодчества, отмечая совершенство вокзального комплекса в функциональном отношении и высокие архитектурно-художественные достоинства сооружения, возведённого по проекту основоположников финского модерна (так, вокзал Цинциннати, монументальный шедевр американского ар-деко, рассматривается в качестве «могучего ответа» вокзалам в Выборге и Хельсинки). В то же время в качестве недостатка постройки отмечали приземистость из-за отсутствия цокольного этажа: авторский замысел о повышении отметки площади на один метр не был осуществлён.
От Выборга расходится пять железнодорожных веток в разные стороны света. По пассажирскому сообщению Выборг был вторым по интенсивности движения городом в Финляндии, а по объёму грузоперевозок Выборгское депо являлось самым большим в стране.
В конце августа 1941 года, в начале Великой Отечественной войны, здание выборгского железнодорожного вокзала было взорвано отступающими советскими войсками. Сохранилась лишь часть одного из корпусов — багажное отделение на Привокзальной площади. Также сохранился грузовой тоннель, который связывал четырёхтонный лифт, выходивший на поверхность островной платформы, с багажным отделением: он использовался в послевоенное время вплоть до апреля 1990 года, пока его эксплуатация не была запрещена. Пассажирский тоннель, связывавший Вокзальную площадь и Путейскую улицу, засыпан.
Другим напоминанием о вокзале служат две сохранившиеся гранитные статуи медведей с фасада: одна включена в фонтанную композицию на Театральной площади, а другая установлена в Треугольном сквере напротив современного здания вокзала, построенного в 1953 году. При этом активным участником строительства стал командир батальона подполковник Чижов, в августе 1941 года в звании лейтенанта служивший в войсковой части, выполнившей приказ о минировании вокзала. Судьба ещё двух медведей доподлинно неизвестна. Есть сведения, что в 1950 году при расчистке площадки для строительства нового вокзала обломки взорванного старого здания свозили на берег бухты Радуга, где долгое время можно было найти гранитные элементы декора, в том числе и остатки сильно повреждённых статуй медведей. Позднее на этом месте были построены гаражи.

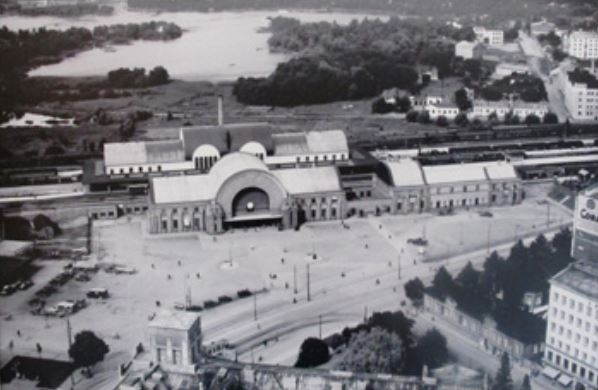
Общий вид трёх вокзальных корпусов
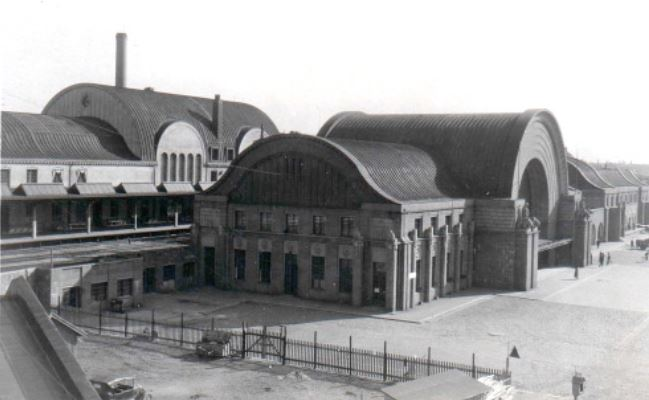
Главный и пассажирский корпуса
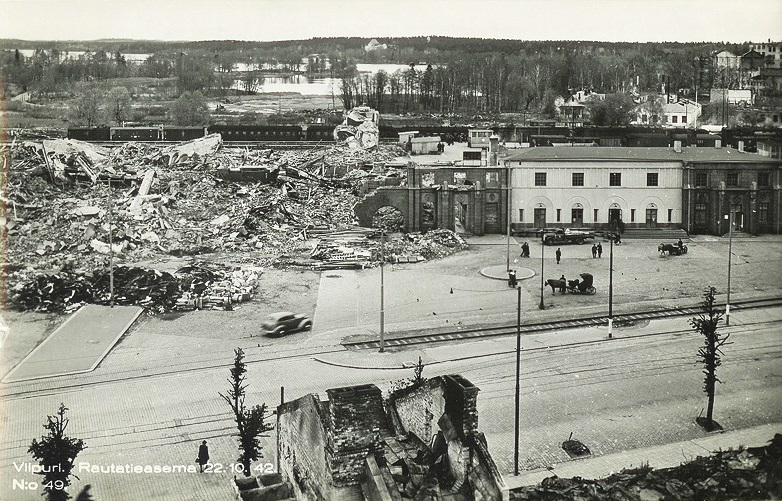
Развалины вокзала в 1942 году
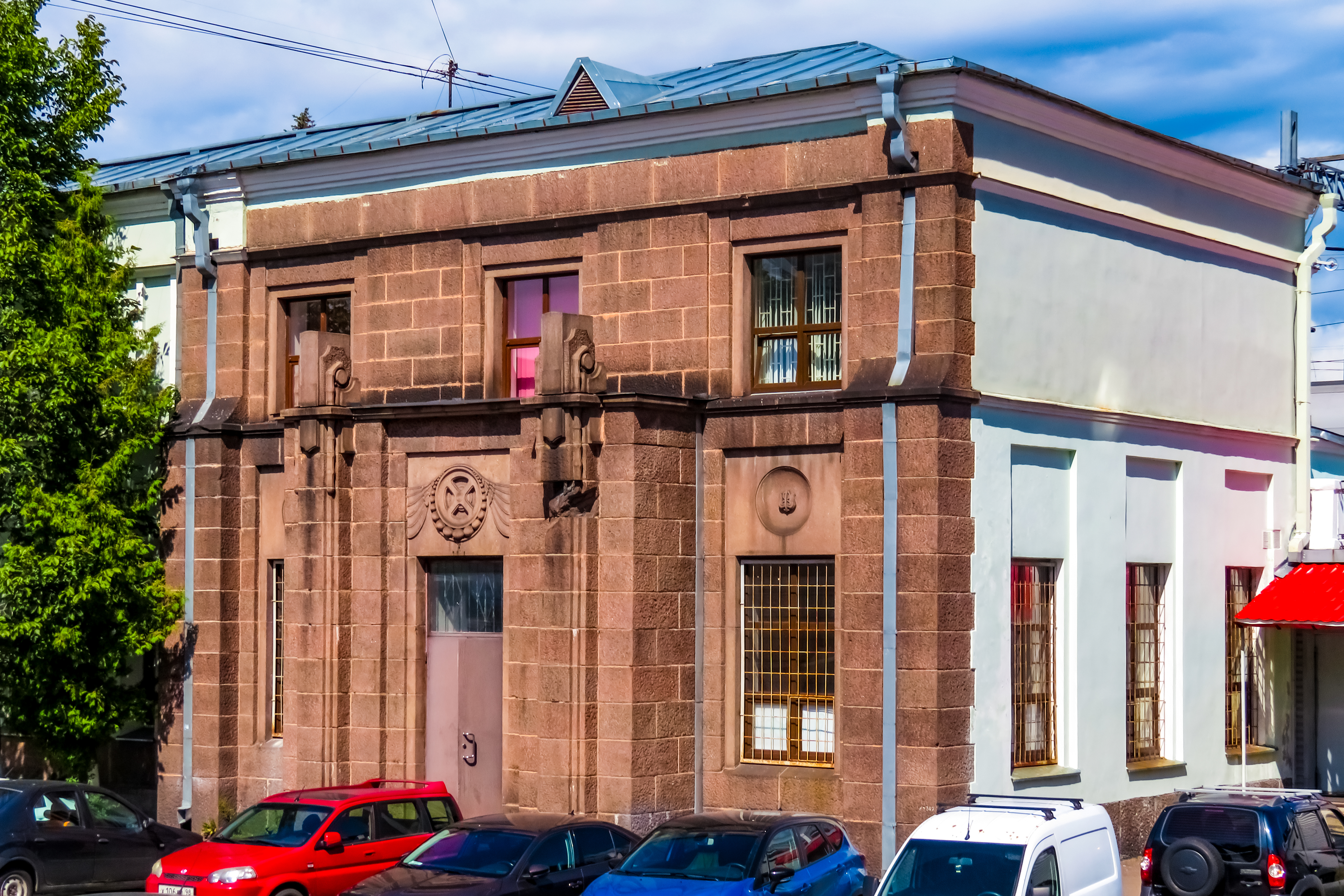
Багажное отделение — сохранившаяся часть вокзала
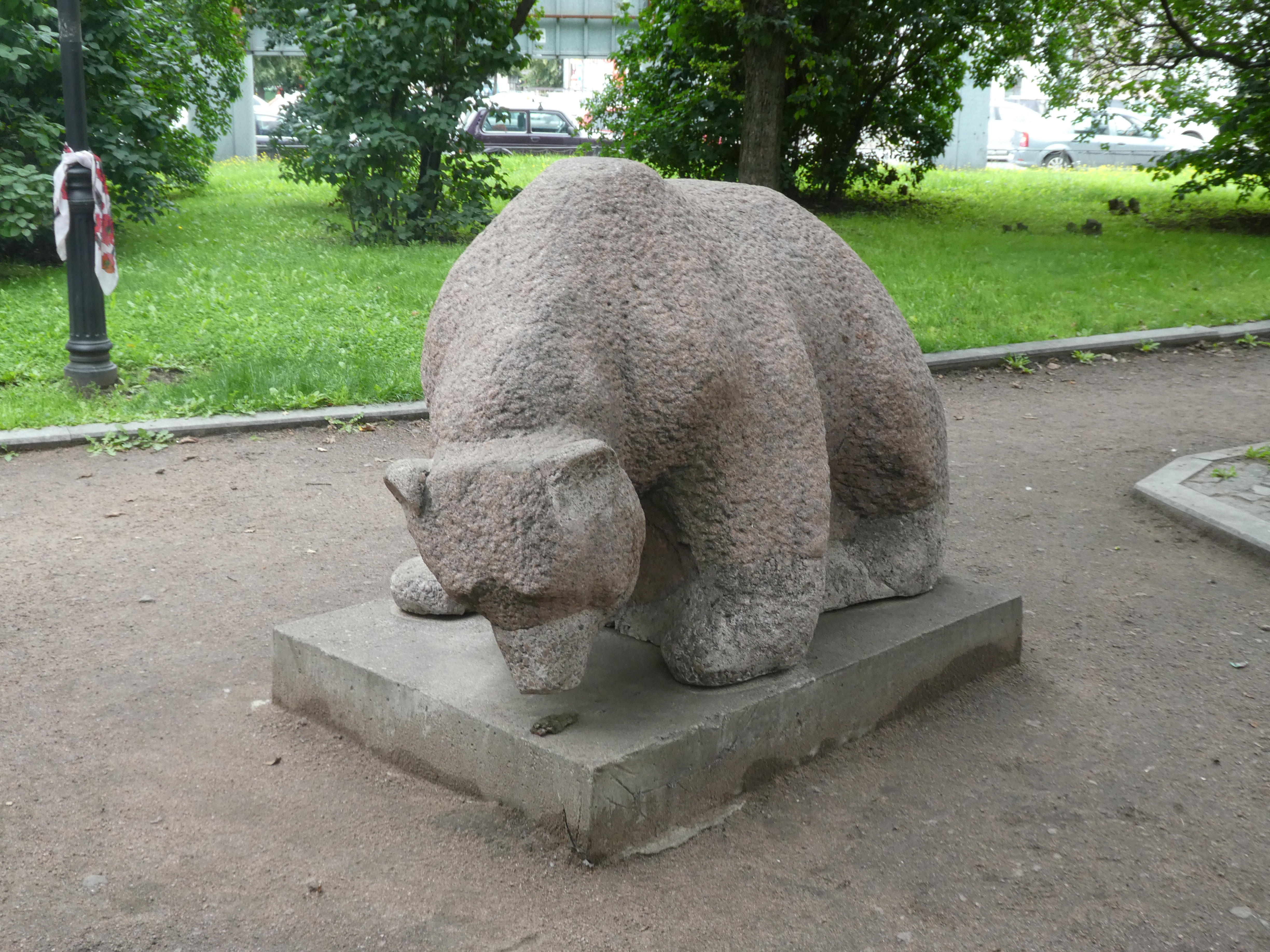
Статуя медведя в Треугольном сквере